# 다카세 가즈나
다카세 가즈나(일본어: 髙瀨 和楠, 1999년 8월 6일~)는 일본의 축구 선수이다.

## 구단 경력
그는 J1리그의 FC 도쿄에 입단했다. 2017년 J3리그의 FC 도쿄 U-23에서 뛰었다.